# Dichotomius centralis
Dichotomius centralis là một loài bọ cánh cứng trong họ Bọ hung (Scarabaeidae).